# Tirts Tamás
| Tirst Tamás                               | Tirst Tamás                                                                                          |
| Kattints az alábbi külső linkek egyikére! | Kattints az alábbi külső linkek egyikére!                                                            |
| ----------------------------------------- | --- |
| Nem található szabad kép.(?)              | |
| külső link · jogvédett                    | Tirts Tamás. Egyéni képviselő jelölt. Budapest, 12. Választó kerület. 1998. 03. 26.                  |
| külső link · jogvédett                    | Tirts Tamás. Székely Hírmondó, 2004-03-12. 10. szám.                                                 |
| külső link · jogvédett                    | Tirst Tamás. Az Emberi Erőforrás Támogatáskezelő köznevelést érintő feladatai. 2015.                 |
| külső link · jogvédett                    | „Az egész a szabadságról szólt” – Tirts Tamás a rendszerváltó Fideszről a Mandinernek. 2020. április |

Tirts Tamás Attila (Budapest, 1961. január 2. –) magyar középiskolai tanár, politikus, 1990 és 2006 között országgyűlési képviselő (Fidesz), 2008-tól 2010-ig az Országos Rádió és Televízió Testület tagja, 2021 óta a Közszolgálati Közalapítvány Kuratóriumának tagja.

## Élete
Nagymúltú szepességi szász család leszármazottjaként született, édesapja Tirts Tibor, édesanyja Kovács Gabriella. Szülei válása után nevelőapja Farkas Vilmos volt. Általános iskolai tanulmányait a budapesti Lónyay utcai Általános Iskolában végezte, majd 1979-ben érettségizett a Piarista Gimnáziumban. Érettségi után könyvtári segédmunkásként kezdett dolgozni az Országos Széchényi Könyvtárban, majd dolgozott a Tömegkommunikációs Intézetben és az Országos Műszaki Könyvtárban. 1982-ben az Eötvös Loránd Tudományegyetem Bölcsészettudományi Karának hallgatója lett, ahol 1987-ben szerzett magyar-történelem szakos középiskolai tanári diplomát. 1988-ban az Óbudai Árpád Gimnáziumban tanított.
Katolikus bázisközösségek tagja volt, 1983-ban pedig bekapcsolódott a Dialógus Független Békemozgalom munkájába. 1986-ban saját neve alatt Pofon címmel szamizdat újságot szerkesztett. 1986-tól 1988-ig a Dunamenti Mgtsz kazánszerelőjeként dolgozott, majd egy évig az Árpád Gimnázium tanára volt. 1987-ben a Kis Áron Játéktársaság, 1989-ben a Berzsenyi Dániel Irodalmi Társaság tagja lett. 1989-től a Gorkij Könyvtár Nemzetiségi Kutatócsoportjának tagjaként dolgozott, emellett 1989 és 1990 között a Somogyország című független megyei hetilap tudósítója volt.
1988 áprilisában lett tagja a Fiatal Demokraták Szövetségének, 1988-ban az országos választmány tagjává választották. 1989 nyarán a Fidesz képviselőjeként a háromoldalú politikai egyeztető tárgyalásokon az I/3. számú, a választásokkal kapcsolatos kérdésekkel és a választójogi törvényekkel foglalkozó politikai albizottság tagjaként részt vett az Ellenzéki Kerekasztal munkájában. Az 1989-es népszavazási kampányban a párt kampányfőnöke volt, az ő ötlete volt a Fidesz narancssárga színe. Főszervezője volt az 1989. november 15-én tartott, a brassói munkásfelkelés emlékére rendezett szolidaritási akciónak. 1989 novemberétől 1990 márciusáig sorkatonai szolgálatot teljesített, így az országgyűlési választási kampányfőnöki feladatokat Áder Jánosnak adta át. 1990-től 1993-ig a Fidesz Press című pártújság főszerkesztője volt.
Az 1990-es országgyűlési választáson a Fidesz országos listájának 13. helyéről szerzett mandátumot, az Országgyűlésben az önkormányzati, közigazgatási, belbiztonsági és rendőrségi bizottság, a kulturális, tudományos, felsőoktatási, televízió, rádió és sajtó bizottság, valamint az emberi jogi, kisebbségi és vallásügyi bizottság tagja lett. 1993 és 1994 között a Fidesz alelnöke volt.
Az 1994-es országgyűlési választáson pártja országos listájának 16. helyéről jutott a parlamentbe, az Országgyűlésben az emberi jogi, kisebbségi és vallásügyi bizottság és a társadalmi szervezetek költségvetési támogatását előkészítő bizottság tagja volt. 1994 júliusában a Fidesz budapesti alelnökévé választották, majd az 1994-es önkormányzati választáson az MDF, a KDNP és a Fidesz közös listájáról a Fővárosi Közgyűlés tagja lett, itt a turisztikai albizottság elnöke volt. 1996-ban a Fővárosi Közgyűlés Fidesz-frakciójának vezetője lett.
Az 1998-as országgyűlési választáson Budapest 12. számú választókerületében szerzett mandátumot, az Országgyűlésben az emberi jogi, kisebbségi és vallásügyi bizottság tagja lett. 1998-tól a Fővárosi Közgyűlésben a Fidesz-MDF-MKDSZ-frakciót vezette. 1999-től 2004-ig a ferencvárosi Fidesz-szervezet elnöke volt. A 2002-es országgyűlési választáson pártja budapesti területi listájáról jutott a parlamentbe, az Országgyűlésben a társadalmi szervezetek bizottságának alelnöke, majd tagja volt.
2006-ban visszavonult az aktív politizálástól, és a Magyar Rádió Közalapítvány kuratóriumi tagja lett. 2008-tól 2010-ig az Országos Rádió és Televízió Testület KDNP-s delegáltja volt, majd az EMMI Támogatáskezelő főigazgató-helyetteseként dolgozott. 2021-ben az Országgyűlés a Közszolgálati Közalapítvány Kuratóriumának tagjává választotta.
Nős, két gyermek apja.